# 네릴리아 몽데시르
네릴리아 몽데시르(프랑스어: Nérilia Mondésir, 1999년 1월 7일 ~ )는 아이티의 여자 축구 선수로 현재 미국 내셔널 위민스 사커 리그의 시애틀 레인에서 공격수로 활약하고 있으며 네리골(Nérigol)이라는 별명으로 잘 알려져 있는 아이티 여자 대표팀의 에이스이다.

## 클럽 경력

### 몽펠리에 HSC
2017-18 시즌을 앞두고 프랑스 프르미에르 리그의 몽펠리에 HSC 입단을 통해 프로에 데뷔한 이후 2023-24 시즌까지 7시즌동안 팀의 주전 공격수로 활약하며 2시즌 연속 리그 3위(2017-18, 2018-19) 입상에 일조했다.

## 국가대표팀 경력

### 청소년 여자 대표팀
아이티 U-17 여자 대표팀 소속으로 2016년 CONCACAF U-17 여자 챔피언십에 출전하여 5경기 7골로 득점왕과 베스트 11을 동시에 석권하며 팀의 대회 4위 입상 및 2016년 FIFA U-17 여자 월드컵 본선 진출에 기여했고 아이티 U-20 여자 대표팀 소속으로 2018년 CONCACAF U-20 여자 챔피언십에도 참가하여 5경기 4골로 대회 득점 랭킹 2위에 오르는 맹활약을 펼치며 팀의 대회 3위 및 2018년 FIFA U-20 여자 월드컵 본선 진출을 이끌었다.

### 성인 여자 대표팀
2014년 아이티 여자 성인대표팀에 첫 합류한 이후 이듬해인 2015년 8월 21일 아루바와의 2016년 하계 올림픽 여자 축구 북중미카리브 지역 예선 카리브 지역 1라운드 A조 조별리그 1차전에서 A매치 데뷔골을 무려 6번 터뜨리며 팀의 14-0 대승을 이끌었고 이틀 후에 열린 그레나다와의 2차전에서도 무려 5골을 터뜨리며 12-0 대승을 이끌었으며 푸에르토리코와의 최종전에서도 득점을 기록하며 12골로 카리브 지역 내 최다 득점자 반열에 올랐지만 팀은 2-3 석패를 당하며 조 2위로 각 조 1위에게만 주어지는 카리브 지역 예선 4강 진출권 획득엔 아쉽게 실패했다.
그 후 2019년 10월 3일 수리남과의 2020년 하계 올림픽 북중미카리브 지역 예선 카리브 지역 1라운드 B조 1차전에서 포트트릭을 달성하며 팀의 북중미카리브 지역 최종 예선 진출에 기여했고 팀은 비록 북중미카리브 지역 최종 예선 4강에는 오르지 못했지만 파나마와의 A조 조별리그 최종전에서 2골을 터뜨리며 팀의 6-0 대승을 이끌었다.

## 대회 성적

### 클럽
몽펠리에 HSC
- 프르미에르 리그 : 3위 (2017-18, 2018-19), 4위 (2019-20)

### 국가대표팀
아이티 여자 U-17
- CONCACAF U-17 여자 챔피언십 : 4위 (2016)

 아이티 여자 U-20
- CONCACAF U-20 여자 챔피언십 : 3위 (2018)

### 개인
- CONCACAF U-17 여자 챔피언십 득점왕 : 2016 (7골)
- CONCACAF U-17 여자 챔피언십 베스트 11 : 2016